# Emil Skoda
Predložak:Infookvir lik u seriji Zakon i red
Doktor Emil Skoda je fiktivni lik iz serija Zakon i red i Zakon i red: Odjel za žrtve. Igrao ga je J.K. Simmons. 
Dr. Skoda je psihijatar koji radi u Njujorškoj policiji. Iako ima i svoju privatni praksu često se pojavljuje na suđenjima kao stručni svjedok da bi rekao je li optuženi mentalno sposoban za suđenje. Često da je psihološku evaluaciju likova i na osnovu toga daje savjete Tužiteljstvu o tome jesu li optuženi psihološki stabilni ili ne. 
Skoda je nastupio u tri od četiri ogranka franšize: Zakon i red, Zakon i red: Odjel za žrtve i Zakon i red: Zločinačke nakane. Imao je nastup i u seriji New York Undercover koju je također stvorio Dick Wolf. 
Za razliku od njegove prethodnice i nasljednice, Dr. Elizabeth Olivet, nije otkriveno skoro ništa o njegovom privatnom životu. To se događa samo u epizodi "Burned" gdje jednog tinejdžera koji je osumnjičen uspoređuje sa svojim sinom. Često je skeptičan prema ljudima koji se izjašnjavaju kao neuračunjivi i misli da to rade samo da bi izbjegli zatvor. U nekoliko epizoda, i Skoda i Olivet su angažirani kako bi evaluirali optuženog i često su se svađali oko točne dijagnoze. Skoda je imao mnoge nesuglasice s kapetanom Donaldom Cragen i u nekoliko epizoda se moglo vidjeti kako se svađaju. To neslaganje je dovelo do toga da Odjel za žrtve unajmi doktora Georgea Huanga kao službenog psihijatra Odjela. 
Njegovo ime Skoda možda referira na Emila Škodu, češkog automobilskog inženjera.